# 鉱石ラジオ
鉱石ラジオ（こうせきラジオ、英: crystal radio）は、真空管等の増幅回路を一切持たず、検波に黄鉄鉱や方鉛鉱などの鉱石と金属との接触による整流作用（鉱石検波器）を利用したラジオ受信機。電源を利用しない無電源ラジオ（アンパワードラジオ、Unpowered Radio）の一種である。
本項では回路構成が類似する無電源ラジオの一種であるゲルマニウムラジオについても述べる。これらは科学実験の素材として使われる。

## 構成と特性

### 構成

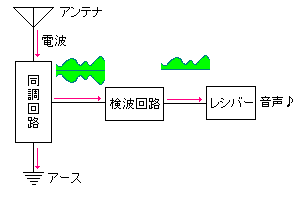
鉱石ラジオの原理（概要図）

AM（振幅変調）受信機（ラジオ）のうち、構造が最も簡単なものは、
- アンテナ、アース
- 同調回路
- 検波回路
- 受話器（レシーバー）

から構成される。このうち検波（復調）回路に鉱石検波器を用いたものが鉱石ラジオである。
受信した高周波の電気信号から音声信号のみを取り出すことを検波といい、検波には一方向にのみ電流を通す整流作用を利用する（包絡線検波）。このような作用は、黄鉄鉱や方鉛鉱などの鉱石のほか、鉄や銅などの酸化膜（黒錆びなど）、硬貨、アルミホイルなどにもみられる。
検波に実用的に使用できる鉱石には、黄鉄鉱や方鉛鉱のほか、磁鉄鉱（天然磁石）、黄銅鉱、斑銅鉱、磁硫鉄鉱、硫化鉄、紅亜鉛鉱、閃亜鉛鉱、自然銅、粒状二酸化マンガンなどがある。
鉱石ラジオの愛好家の間では鉱石の産地により性能に大きな差が生じることが知られている。

### 方式
鉱石を利用する検波器を鉱石検波器という。次のような方式がある。
- 探り式鉱石検波器
ラジオ受信機の草創期に広く採用された方式で、調整桿（かん）というつまみを回すと、金属針が鉱石上を移動し接触点を調整できるようになっている[2]。
- 固定式鉱石検波器
ガラス管内に鉱石と接触針を封入し、最適な接触点から移動しないように金属針と鉱石を固定したもの[2]。検波の性能が低下したときは交換することができるようになっていた[2]。

なお、接触針（金属針）にはニッケル線、銅線、鉄線、タングステン線などが使用される。

### 特性
鉱石ラジオは形式が最も簡易であり、ラジオ放送開始初期に最も使用されていた形式の受信機である。しかし、パワーが低く小型のマグネチックヘッドホンを駆動させるのが限界で、複数人で聴取できるラジオに応用することは困難であった。そのため高級ラジオには真空管が使用され、ニュートロダイン方式やスーパーヘテロダイン方式の受信機が製造された。なお、一つの真空管で高周波増幅と低周波増幅を同時に行うレフレックス受信機もあり、その検波に鉱石が採用されることも多かった。

### 原理
鉱石検波の原理は解明できておらず「なぜ鉱石によってこのような現象がおきるのかが解明されていない」といわれている。
鉱石表面（絶縁体膜）と接触針の間で、電子雪崩のような機構が発生しているとする電圧破壊による説、微弱な電流による熱が作用しているとする熱的破壊による説などもあったが広く支持されている状況にはない。また、ショットキー効果で説明できるとする文献がある一方で、それだけでは不足とする文献もあるなど定説をみない状況にある。
鉱石検波の原理の解明が進まなかったことに関しては、原理が解明される前に産業的な価値が失われてしまったことが背景にあるとの指摘がある。

## ゲルマニウムラジオ

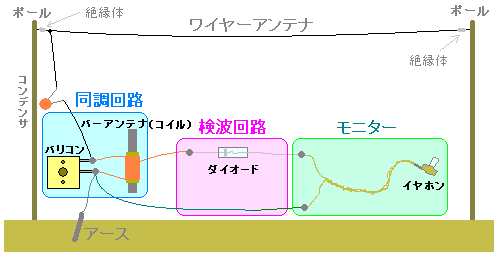
ゲルマニウムラジオの実体配線図。ダイオード（検波器）の部分を鉱石と針（鉱石検波器）に置き変えれば鉱石検波ラジオになる。

鉱石ラジオと同じ無電源ラジオ（アンパワードラジオ、Unpowered Radio）の一種で、半導体のゲルマニウム（ゲルマニウムダイオード）を利用して電波から音声信号を取り出すラジオ受信機をゲルマニウムラジオという。俗に略してゲルマラジオなどと呼ぶ。
ゲルマニウムダイオードは電圧が小さくても作動し、音声領域の振動数に対応してオンとオフができる性質をもつ。ダイオードには、より入手しやすいシリコンダイオードもあるが、一般的なシリコンダイオードは通過できる電圧がゲルマニウムダイオードよりも多少高く微弱な電波の検波には好適とはいえない（なお、この点に関しては半導体製品として整流用シリコンダイオードを使用する例がある）。
ゲルマニウムダイオードが出現した当時は既に真空管が広く使用されており、さらに直後にトランジスタの普及によりトランジスタラジオに取って代わられたため、ゲルマニウムラジオが実用されたのは限られた用途と期間であった。
なお、電源を使用するラジオでも、回路構成によってはゲルマニウムダイオードを利用することもある。

## 歴史
鉱石ラジオは19世紀末ころにいくつもの漠然とした発見の連鎖から生まれ、20世紀初頭に実用的なラジオ受信機へと進化した。

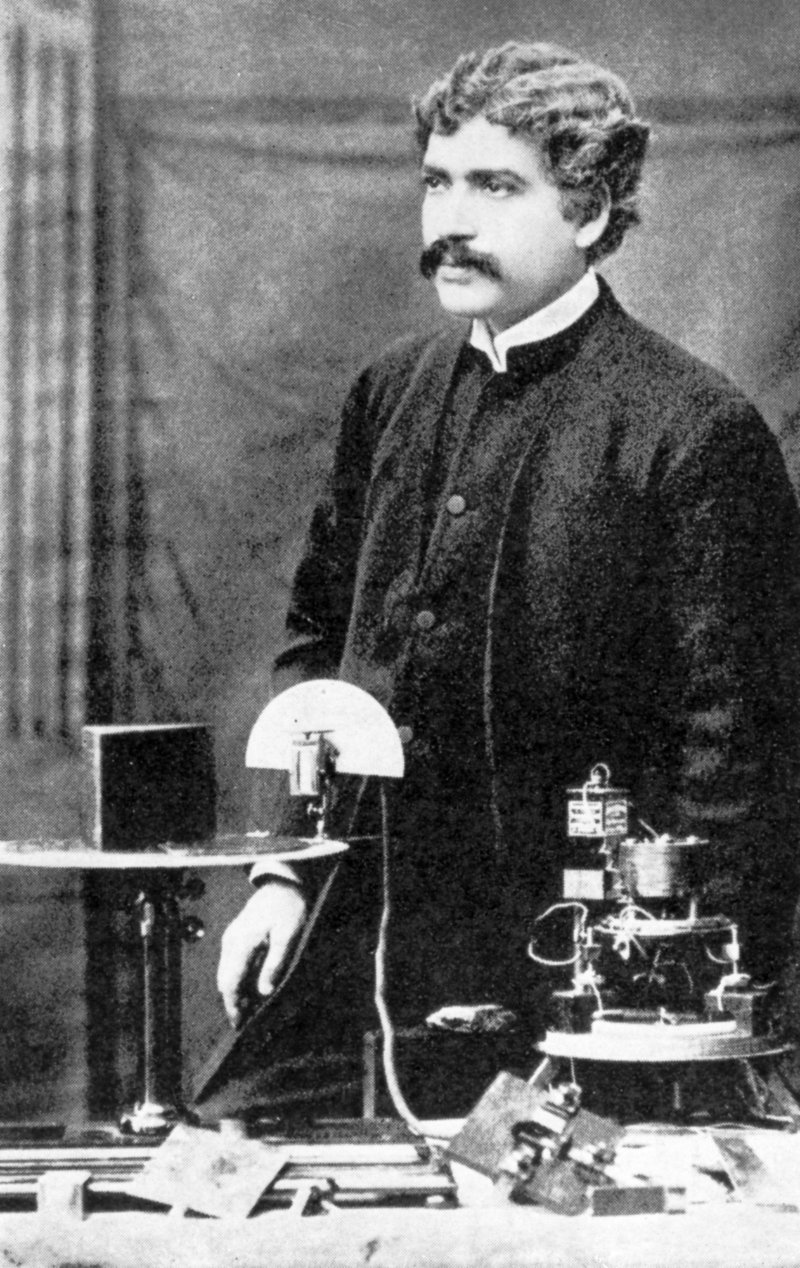
ジャガディッシュ・チャンドラ・ボース

インドの物理学者ジャガディッシュ・チャンドラ・ボースは1894年頃からマイクロ波を受信するために方鉛鉱（英: galena）を使用しはじめていた。彼が鉱石を電波検出器として使用した最初の人物である。
電信はもともと有線方式でつまり電線を繋いで行われていたものだったが、初期の無線方式の電信はスパークギャップとアークトランスミッター、無線周波数で作動する高周波オルタネーターを使用していた。コヒーラーが無線信号を検出する最初の手段だったが、これは感度が悪くて弱い信号を検出できなかった。感度の良い検出器が求められていた。
20世紀初頭に多くの研究者たちが、方鉛鉱など金属鉱物が電波信号の検出に使えることを次のように発見した。
- 1901年5月、ストラスブールのカール・フェルディナント・ブラウンはマンガン酸化物鉱石であるサイロメランをRF検出器として使用した。
- 1901年にボース（Bose）が"A Device for Detecting Electrical Disturbances" 「電気的な擾乱を検出するための装置」という名の特許を米国で出願し、その中で方鉛鉱結晶の使用について言及した。この特許は1904年に第755840号として承認された。

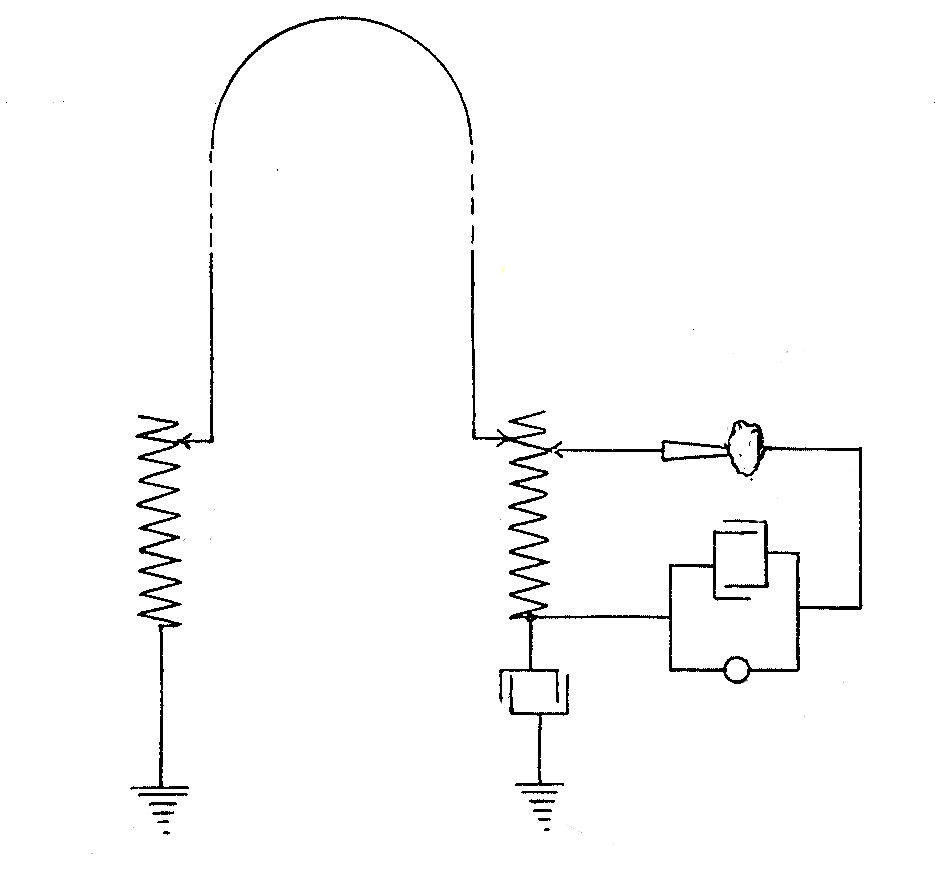
グリーンリーフ・ウィッティア・ピッカードの特許　"Means for receiving intelligence communicated by electric waves"（米国特許番号 836531）のダイアグラム。

- 1906年8月30日にはグリーンリーフ・ウィッティア・ピッカードがシリコン結晶検出器の特許を出願し、1906年11月20日に承認された。
- 1906年、ワシントンD.C.在住の元・米国陸軍の信号隊指揮官ヘンリー・ハリソン・チェイス・ダンウッディ（Henry Harrison Chase Dunwoody, 1843–1933）は、カーボルンダムRF検出器（carborundum RF detector）の特許を得た。（"Wireless-Telegraph System"（「無線電信システム」）。米国特許 837616。提出：1906年3月23日。発行：1906年12月4日）
- 1907年、ルイ・ウィンスロー・オースティン（Louis Winslow Austin）は、テルリウムとシリコンで構成されたRF検出器の特許を取得。（"Reciver"（「受信機」）。米国特許番号846081（提出：1906年10月27日、発行：1907年3月5日）。

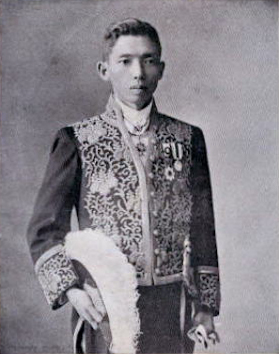
鳥潟右一

- 日本の逓信省の電気試験所の鳥潟右一は、検波器として使える鉱石を網羅的に探索する方針をとり、自ら収集した70数種の鉱石を対象として検波性能の評価実験を行った。そして開発したものを「鉱石検波器」と命名し1908年に特許を取得（特許番号15345）。その後も実験を続け、東京帝国大学理科大学鉱物学教室・地質学教室および工科大学探鉱冶金学教室所蔵の388種5百数十個もの鉱石標本の検波性能を評価。その結果、紅亜鉛鉱と斑銅鉱を結合した組み合わせが最も感度が良いという結論に到達。1909年（明治42年）8月に評価作業を完了。鉱石検波器の研究が一段落して鳥潟は欧米視察に派遣され、実験の成果は共同研究者の横山英太郎技師が論文にまとめた。

鉱石ラジオの最初の実用的な用途は、初期の実験者つまりアマチュア無線家たちによってスパークギャップ送信機から送信されるモールス信号を受信することだった。

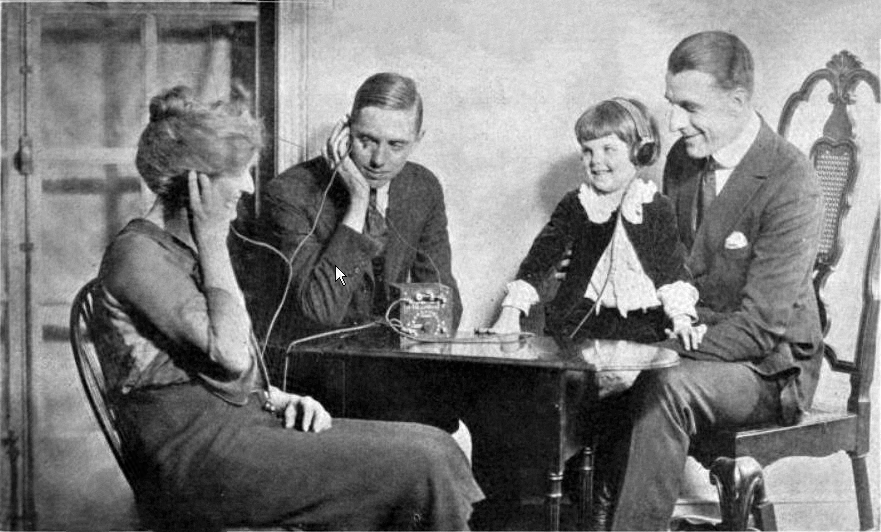
鉱石ラジオでラジオ放送を聴く一家。1922年の米国のRadio World誌に掲載された写真。

電子工学が進化するにつれ1920年頃には技術的な爆発を引き起こしラジオ放送産業が生まれた。そしてラジオ放送の受信用に鉱石検波器が使われるようになっていった。

### 解説
- The Xtal Set Society, Dedicated to once again building and experimenting with radio electronics.
- Building a simple crystal radio.Field, Simon Quellen,  Scitoys.
- Stay Tuned. Crystal radio plans and projects.
- "SWDXER" ¨The SWDXER¨ - with general SWL information and radio antenna tips.
- Build the Mystery Crystal set A simple and surprisingly effective and sensitive design.
- A website that has instructions on many different kinds of crystal radios, including a design only incorporating an earphone and a diode
- A website that lots of information on early radio and crystal sets
- Hobbydyne Crystal Radios History and Technical Information on Crystal Radios
- Ben Tongue's Technical Talk Section 1 links to "Crystal Radio Set Systems: Design, Measurements and Improvement".
- "Semiconductor archeology or tribute to unknown precusors". earthlink.net/~lenyr.
- Nyle Steiner K7NS, Zinc Negative Resistance RF Amplifier for Crystal Sets and Regenerative Receivers Uses No Tubes or Transistors. November 20, 2002.
- Crystal Set DX? Roger Lapthorn G3XBM
- Building a crystal radio set A guide to building a simple crystal radio receiver.
- Website which has a large selection of homebuilt crystal and tube radios built by Dave Schmarder.
- The Bose Institute
- Varun Aggarwal of MIT's page on Bose

### 特許
- アメリカ合衆国特許第 766,840号 "Detector for Electrical Disturbances", 1904, Acharya Jagadish Chandra Bose
- アメリカ合衆国特許第 836,531号 "Means for receiving intelligence communicated by electric waves", 1906. G. W. Pickard.
- アメリカ合衆国特許第 876,996号 "Intelligence intercommunication by magnetic wave components", 1908. G. W. Pickard.
- アメリカ合衆国特許第 956,165号, "Space communication", 1910. G. W. Pickard.
- アメリカ合衆国特許第 1,206,911号, "System of radio communication", 1916. G. W. Pickard.
- アメリカ合衆国特許第 1,224,499号, "Radio telegraphy and telephony receiver", 1917. G. W. Pickard.
- アメリカ合衆国特許第 1,245,266号, "Radio telegraphy and telephony receiver", 1917. G. W. Pickard.
- アメリカ合衆国特許第 1,249,482号, "Radio telegraphy and telephony receiver", 1917. G. W. Pickard.
- アメリカ合衆国特許第 1,485,524号, "Crystal detector for radio communication", 1924. Hugo H. Pickron.（ed., uses "crystal radio" term in the patent.）
- アメリカ合衆国特許第 1,575,067号,"Functioning parts of mineral type detectors", 1926. L. B. Lambert.
- アメリカ合衆国特許第 1,648,521号, "Radio receiving set", 1927. A. Wikstrom.
- アメリカ合衆国特許第 1,748,435号, "Crystal radio apparatus", 1930. H. Adams.
- アメリカ合衆国特許第 1,825,070号, "Radio receiving set", 1931. W. J. Kayser.
- アメリカ合衆国特許第 2,805,332号, "Subminiature portable crystal radio", 1957. Keith L. Bell.

## 関連書籍
- ぼくらの鉱石ラジオ - 小林健二著作 出版社：筑摩書房 発売日：1997年 ISBN 4480860452。鉱石ラジオについての詳しい解説や作り方など、図版も豊富に掲載されている。